# 北决扬
北决扬是“北斗星学会”、“决派”（决心把无产阶级文化大革命进行到底的无产阶级革命派）和《扬子江评论》的简称，虽然有三个名字，但其实是同一个组织，其精神领袖为华中工学院的学生鲁礼安与冯天艾。北决扬一出现就引来武汉地区的“钢”、“新”二派批驳，后来又引起中共中央的关注。北决扬被认为是文化大革命中有代表性和影响力的异端思潮之一，对湖南“省无联”和后来广州的“李一哲”都有影响。

## 历史
1967年11月7日，以“北斗星学会”命名的团体在武汉正式成立，12月4日，该组织被武汉军区点名批判，予以取缔。 12月10日，武汉地区决派联络站发表《北斗星学会宣言》。12月25日，《扬子江评论》创刊。12月31日，“决心把无产阶级文化大革命进行到底的无产阶级革命派联络站”（简称“决派联络站”）成立。:352
1968年2月10日，武汉地区决派联络站发表《决派宣言》。
1968年5月17日，鲁礼安被抓。武汉的数百个群众组织参加了“营救鲁礼安”行动，但没有成功。8月22日，湖北省革命委员会宣布逮捕“决派”头目鲁礼安。:365
1969年9月27日，中共中央下发关于“北决扬”的指示《对武汉问题的指示》（通称《九·二七指示》）。在湖北的清查五·一六、北决扬运动中，被划为“北决扬”成员的人数以万计。虽然北决扬本身不过是松散组织而已，冯天艾则说，“北决扬”最巅峰时成员也不过25人。
对五一六集团和“北决扬”嫌疑人的复查从1972年3月持续到1973年2月，最终得出结论：在33659名嫌疑人当中仅有177人被证实曾经加入过“北决扬”。
1979年12月4日，湖北省委批复同意省法院党组《关于处理“北、决、扬”一案的请示报告》。报告说：“鲁礼安、冯天艾等人在文化大革命初期，积极追随林彪、“四人帮”，极力推行他们的极左路线”，“做了一些危害党、国家和人民的坏事”，但“北、决、扬”不能定为反革命组织，“北、决、扬”成员应予从宽处理。

## 观点
中国社会形成了新的官僚资产阶级，革命委员会不过是暂时同一体，必须经过斗争向人民公社过渡。
应该把无产阶级文化大革命向农村扩展。

## 扩展阅读
- 宋永毅，《文化大革命和它的异端思潮》
- 印红标，《失踪者的足迹——文化大革命期间的青年思潮》
- 鲁礼安，《仰天长啸——一个单监十一年的红卫兵狱中吁天录》
- 维基文库中的相關文獻：北斗星学会宣言
- 《决派宣言》：https://www.marxists.org/chinese/index.html （页面存档备份，存于）
- 《无产阶级文化大革命中各种派别的分析》，扬子江评论：https://www.marxists.org/chinese/reference-books/minjian-1966-1976/30.htm （页面存档备份，存于）
- 《怎样认识无产阶级政治革命》，扬子江评论：https://www.marxists.org/chinese/reference-books/minjian-1966-1976/31.htm （页面存档备份，存于）
- 《无产阶级文化大革命与叛徒考茨基——为捍卫516通知的原则性与纯洁性而作》节选，扬子江评论：https://www.marxists.org/chinese/reference-books/minjian-1966-1976/32.htm （页面存档备份，存于）
- 《浠水农民运动考察报告》概要，鲁礼安：https://www.marxists.org/chinese/reference-books/minjian-1966-1976/33.htm （页面存档备份，存于）